# Heinrich Stieglitz
Heinrich Wilhelm Stieglitz (født 22. februar 1801 i Arolsen, død 24. august 1849 i Venedig) var en tysk digter. 
Han studerede filosofi og klassisk filologi i Göttingen, Leipzig, hvor han traf sin senere hustru Charlotte Willhöft, og Berlin, og blev 1827 Kustos ved det kongelige Bibliotek der. Han debuterede med de sammen med Ernst Grosse udgivne »Gedichte«, der efterfulgtes af »Bilder des Orients« (4 bind, 1831—33) og »Stimmen der
Zeit«, Bøger, der viser ham som en især af Rückert påvirket poet, uden virkelig Originalitet og Skaberevne. Hans sværmeriske Hustru fik nu den overspændte Idé, at en stor uventet Sorg muligvis kunde forvandle den noget lethargiske Mand, hos hvem Evne og Ærgerrighed stod i diametral Modsætning, til en stor Digter, og hun dræbte sig derfor 24. Decbr 1834 ved et Dolkestik. Hendes Idé viste sig højst uheldig, thi S. knækkede nu helt sammen, flakkede senere hvileløs og fortvivlet rundt, opholdt sig vekselvis i München, Rom og andre Byer, indtil Døden (af Kolera) forbarmede sig over ham, og han fandt sit sidste Hvilested paa Sophiekirkegaarden i Berlin ved sin Hustrus Side. Efter hendes Bortgang havde han kun faaet udgivet »Das Dionysosfest« og »Bergesgrüsse«.